# Augusto Poroso
Augusto Jesús Poroso (Guayaquil, 13 april 1974) is een Ecuadoraans profvoetballer. Zijn achternaam wordt ook gespeld als Porozo.

## Clubcarrière
Poroso is een verdediger en begon zijn profcarrière bij Club Sport Emelec waar hij van 1993 tot 2005 speelde. Met die club won hij viermaal de landstitel. In 2006 vertrok hij naar Barcelona SC. Sinds 2012 speelt hij bij Mushuc Runa SC Ambato.

## Interlandcarrière
Poroso, bijgenaamd Porosito, speelde in totaal 38 interlands (één doelpunt) voor Ecuador. Onder leiding van bondscoach Carlos Sevilla maakte hij zijn debuut op 27 januari 1999 in de vriendschappelijke uitwedstrijd tegen Costa Rica (0-0). Hij nam met zijn vaderland deel aan het WK voetbal 2002 en de strijd om de Copa América 2001.

## Erelijst
CS Emelec
- Campeonato Ecuatoriano

1993, 1994, 2001, 2002